# بقر غزالي
بقر غزالي أو غزال بقري (الاسم العلمي: Budorcas)، جنس من الأبقار يشتمل على نوع حي واحد، طاكن. نوعان منقرضان معروفان من العصر البليوسيني، B. teilhardi من الصين وB. Churcheri من إثيوبيا. يشير وجود الجنس في إفريقيا إلى أنه كان أكثر انتشارًا في الماضي.

## أصل التسمية
بودوركاس مشتقة من اليونانية القديمة: βοῦς "ثور، بقرة" وδορκάς، "غزال".